# Radioklub
Radioklub je društvo, ki združuje radioamaterje v določenem okrožju oziroma območju. Vsi radiklubi so včlanjeni v Zvezo radioamaterjev Slovenije.

### Članstvo
Član radiokluba lahko postane kateri koli radioamater na področju Slovenije, vendar večino članov prihaja iz okolice, ki jo predstavlja radioklub.

### Radioklubi v tekmovanjih
Radioklubi se udeležujejo operatorskih tekmovanj, katera po navadi potekajo iz prostorov radiokluba oziroma klubskih postojank. Klubske postojanke so po navadi samostojne koče ali del objekta, ki se nahaja na primerni legi za vzposavitev radijskih zvez - to pa je po navadi na  vrhovih gora in hribov.
Nekateri radioklubi imajo svojo ARG ekipo, ki predstavlja klub na državnih tekmovanjih.